# Annoni (famiglia)
La famiglia Annoni fu una nobile famiglia milanese.

## Storia
Originaria del comune di Annone, in Brianza, le prime notizie della famiglia risalgono alla metà del Trecento con un certo Ambrogio Annoni. La casata acquisì notevole fama ad ogni modo in epoca moderna con Giovanni Angelo Annoni il quale, nel corso del XVI secolo si arricchì notevolmente grazie al commercio coi Paesi Bassi. Il secondogenito dei figli legittimi di Giovanni Angelo, Giovanni Battista, creò una linea della famiglia che si distinse a Milano sposando Silvia Visconti di Brignano, già vedova del conte Alfonso Cicogna. Questa linea si estinse con la morte di Ippolita che fu moglie di Pirro II Visconti Borromeo. 
Altra linea originatasi fu quella derivata dal fratello maggiore di Giovanni Amborgio detto Pelanda, Stefano. Questo ramo della famiglia, che pure continuò con l'attività bancaria a contare su numerose entrate e su una ricchezza crescente, riuscì ad acquisire la nobilitazione solo nel 1674 con Carlo (detto anche Carlo I) che fu banchiere del Ducato di Milano e che si prodigò per concedere dei prestiti a Carlo II di Spagna, acquisendo in cambio il titolo di conte sul feudo di Cerro Pieve San Giuliano (odierna Cerro al Lambro). Questi si sposò quindi con Caterina Maria Alvarado, della nobiltà spagnola, acquisendo sempre maggiori legami con i governanti del ducato.
Alla morte di Carlo il titolo passò a suo figlio Giovanni Pietro che ottenne per primo di essere iscritto al patriziato milanese grazie ad una istanza promossa da papa Clemente XI. Questi riuscì ad emergere nell'amministrazione della città di Milano divenendo questore straordinario.
Il figlio di questi, Giovanni Pietro II sposò Teopista Mosca, della nobiltà marchigiana, ed alla sua morte i suoi titoli passarono a suo figlio Carlo II, cavaliere dell'Ordine Reale di Santo Stefano d'Ungheria. Alla morte di questi i titoli passarono a suo figlio, Giovanni Pietro III il quale fu figura eminente nel milanese, riuscendo a divenire ciambellano imperiale nel 1771 e portando avanti matrimoni fruttuosi nei suoi legami con la milano aristocratica dell'epoca: in prime nozze si sposò con la contessa Maria Rosa Aliprandi, poi con la contessa Giulia Pallavicini e quindi con la contessa Teresa Castiglioni.
Alessandro Annoni, figlio di secondo letto di Giovanni Pietro III, fu il personaggio chiave della casata: nel 1792 riuscì ad ottenere l'incarico di ciambellano imperiale che poi gli venne riconosciuto nel 1805 anche all'interno del Regno napoleonico d'Italia. Fedele a Napoleone, nel 1810 gli venne riconosciuto anche il titolo di conte del regno italico e di commendatore dell'Ordine della Corona Ferrea, onori che però preferì restituire con la restaurazione asburgica, dedicandosi al patronato delle arti, commissionando una splendida villa a Leopold Pollack.
Il figlio di questi, Francesco Annoni, fu generale dell'esercito italiano durante la Prima e la Seconda guerra d'indipendenza. Non avendo avuto figli legittimi, alla sua morte gli succedette il figlio naturale Aldo che fu senatore del regno, consigliere della Provincia di Milano, consigliere comunale di Milano nonché assessore comunale supplente di Milano.
Alla morte di questi, mentre le sue proprietà passarono al cugino Giampietro Cicogna Mozzoni, il suo titolo si estinse non avendo Aldo avuto eredi.
La sede della famiglia era la villa padronale di Cerro al Lambro, pur possedendo un palazzo signorile a Milano ed una villa di pregio a Cuggiono.
Giovanni Ambrogio, nipote di Stefano della linea degli Annoni di Milano, fondò invece un ramo della famiglia nel cremonese. Questo ramo ebbe il titolo di conte di Gussana e Martignola per eredità di altro ramo della famiglia Annoni. Tale ramo è ancora oggi fiorente.

## Albero genealogico
|                                                         |                                                         |                                                                     |                                                                     |                                                                         | | |                                                                                 |                                                                                 | | |                                                                                |                                                                         |                                                          |                            |                                    |                                    |                        |                                          |                                          |                              |                              |                                                    |                                                    |                                                   |                                                   |                                                                 |                                                                 |                                                          | | |                |                                                             |                                                             |                                             |                                             |                   |                   |
|                                                         |                                                         |                                                                     |                                                                     |                                                                         | | |                                                                                 |                                                                                 | | |                                                                                |                                                                         |                                                          |                            |                                    |                                    |                        | Ambrogio ?-?                             |                                          |                              |                              |                                                    |                                                    |                                                   |                                                   |                                                                 |                                                                 |                                                          | | |                |                                                             |                                                             |                                             |                                             |                   |                   |
|                                                         |                                                         |                                                                     |                                                                     |                                                                         | | |                                                                                 |                                                                                 | | |                                                                                |                                                                         |                                                          |                            |                                    |                                    |                        |                                          |                                          |                              |                              |                                                    |                                                    |                                                   |                                                   |                                                                 |                                                                 |                                                          | | |                |                                                             |                                                             |                                             |                                             |                   |                   |
|                                                         |                                                         |                                                                     |                                                                     |                                                                         | | |                                                                                 |                                                                                 | | |                                                                                |                                                                         |                                                          |                            |                                    |                                    |                        |                                          |                                          |                              |                              |                                                    |                                                    |                                                   |                                                   |                                                                 |                                                                 |                                                          | | |                |                                                             |                                                             |                                             |                                             |                   |                   |
|                                                         |                                                         |                                                                     |                                                                     |                                                                         | | |                                                                                 |                                                                                 | | |                                                                                |                                                                         |                                                          |                            |                                    |                                    |                        | Antonio *1385 †1470                      |                                          |                              |                              |                                                    |                                                    |                                                   |                                                   |                                                                 |                                                                 |                                                          | | |                |                                                             |                                                             |                                             |                                             |                   |                   |
|                                                         |                                                         |                                                                     |                                                                     |                                                                         | | |                                                                                 |                                                                                 | | |                                                                                |                                                                         |                                                          |                            |                                    |                                    |                        |                                          |                                          |                              |                              |                                                    |                                                    |                                                   |                                                   |                                                                 |                                                                 |                                                          | | |                |                                                             |                                                             |                                             |                                             |                   |                   |
|                                                         |                                                         |                                                                     |                                                                     |                                                                         | | |                                                                                 |                                                                                 | | |                                                                                |                                                                         |                                                          |                            |                                    |                                    |                        |                                          |                                          |                              |                              |                                                    |                                                    |                                                   |                                                   |                                                                 |                                                                 |                                                          | | |                |                                                             |                                                             |                                             |                                             |                   |                   |
|                                                         |                                                         |                                                                     |                                                                     |                                                                         | | |                                                                                 |                                                                                 | Stefano *1425 †1519 Elisabetta de' Mauri                                                           | Stefano *1425 †1519 Elisabetta de' Mauri                                                           |                                                                                |                                                                         |                                                          |                            | Bernardino ?-?                     | Bernardino ?-?                     |                        |                                          |                                          |                              | Cristoforo ?-? ?             | Cristoforo ?-? ?                                   |                                                    |                                                   |                                                   |                                                                 |                                                                 | Giovanni Ambrogio detto Pelanda †1535 Pietrina Ripamonti | Giovanni Ambrogio detto Pelanda †1535 Pietrina Ripamonti                                                           | |                |                                                             |                                                             |                                             |                                             |                   |                   |
|                                                         |                                                         |                                                                     |                                                                     |                                                                         | | |                                                                                 |                                                                                 | | |                                                                                |                                                                         |                                                          |                            |                                    |                                    |                        |                                          |                                          |                              |                              |                                                    |                                                    |                                                   |                                                   |                                                                 |                                                                 |                                                          | | |                |                                                             |                                                             |                                             |                                             |                   |                   |
|                                                         |                                                         |                                                                     |                                                                     |                                                                         | | |                                                                                 |                                                                                 | | |                                                                                |                                                                         |                                                          |                            |                                    |                                    |                        |                                          |                                          |                              |                              |                                                    |                                                    |                                                   |                                                   |                                                                 |                                                                 |                                                          | | |                |                                                             |                                                             |                                             |                                             |                   |                   |
|                                                         |                                                         |                                                                     |                                                                     |                                                                         | | |                                                                                 |                                                                                 | Giovanni Antonio †1535 Maddalena dal Pozzo                                                         | Giovanni Antonio †1535 Maddalena dal Pozzo                                                         |                                                                                |                                                                         |                                                          |                            |                                    |                                    |                        |                                          |                                          |                              |                              |                                                    | Giovanni Pietro ?-?                                | Giovanni Pietro ?-?                               | Giovanni Andrea *1485 †1565                       | Giovanni Andrea *1485 †1565                                     | Giovanni Francesco *1491 †1541 Giulia de Bollis                 | Giovanni Francesco *1491 †1541 Giulia de Bollis          | Giovanni Angelo *1492 †1574 *1.? 1.Margherita Casati *2.Isabella Lucera 2.Cecilia de Abundis *3.Margherita Ombrigo | Giovanni Angelo *1492 †1574 *1.? 1.Margherita Casati *2.Isabella Lucera 2.Cecilia de Abundis *3.Margherita Ombrigo | Elisabetta ?-? | Elisabetta ?-?                                              | Pietrina ?-?                                                | Pietrina ?-?                                |                                             |                   |                   |
|                                                         |                                                         |                                                                     |                                                                     |                                                                         | | |                                                                                 |                                                                                 | | |                                                                                |                                                                         |                                                          |                            |                                    |                                    |                        |                                          |                                          |                              |                              |                                                    |                                                    |                                                   |                                                   |                                                                 |                                                                 |                                                          | | |                |                                                             |                                                             |                                             |                                             |                   |                   |
|                                                         |                                                         |                                                                     |                                                                     |                                                                         | | |                                                                                 |                                                                                 | | |                                                                                |                                                                         |                                                          |                            |                                    |                                    |                        |                                          |                                          |                              |                              |                                                    |                                                    |                                                   |                                                   |                                                                 |                                                                 |                                                          | | |                |                                                             |                                                             |                                             |                                             |                   |                   |
|                                                         |                                                         | Giovanni Ambrogio †1592 ?                                           | Giovanni Ambrogio †1592 ?                                           |                                                                         | | |                                                                                 | Giorgio ?-?                                                                     | Giorgio ?-?                                                                                        | |                                                                                |                                                                         |                                                          |                            | Stefano †1580 Elisabetta de' Mauri | Stefano †1580 Elisabetta de' Mauri | Cristoforo ?-?         | Cristoforo ?-?                           |                                          |                              |                              | *1.Cristoforo *1534 †1598 Angela Augusta Calderini | *1.Cristoforo *1534 †1598 Angela Augusta Calderini | 1.Giovanni Francesco *1535 †1582 Cornelia Gallina | 1.Giovanni Francesco *1535 †1582 Cornelia Gallina |                                                                 |                                                                 |                                                          | | |                | 1.Giovanni Battista *1545 †1590 Silvia Visconti di Brignano | 1.Giovanni Battista *1545 †1590 Silvia Visconti di Brignano | *2.Anna *1537 †1567 Giovan Antonio Lattuada | *2.Anna *1537 †1567 Giovan Antonio Lattuada | *3.Battistino ?-? | *3.Battistino ?-? |
|                                                         |                                                         |                                                                     |                                                                     |                                                                         | | |                                                                                 |                                                                                 | | |                                                                                |                                                                         |                                                          |                            |                                    |                                    |                        |                                          |                                          |                              |                              |                                                    |                                                    |                                                   |                                                   |                                                                 |                                                                 |                                                          | | |                |                                                             |                                                             |                                             |                                             |                   |                   |
|                                                         |                                                         |                                                                     |                                                                     |                                                                         | | |                                                                                 |                                                                                 | | |                                                                                |                                                                         |                                                          |                            |                                    |                                    |                        |                                          |                                          |                              |                              |                                                    |                                                    |                                                   |                                                   |                                                                 |                                                                 |                                                          | | |                |                                                             |                                                             |                                             |                                             |                   |                   |
| Giacomo Antonio, I conte di Gussola ?-? Isabella Annoni | Giacomo Antonio, I conte di Gussola ?-? Isabella Annoni | Giorgio ?-?                                                         | Giorgio ?-?                                                         | Cristoforo ?-?                                                          | Cristoforo ?-? | |                                                                                 |                                                                                 | | |                                                                                | Giovanni Pietro *1569 †1627 Isabella Bonacina                           | Giovanni Pietro *1569 †1627 Isabella Bonacina            | Giovanni Ambrogio ?-? ?    | Giovanni Ambrogio ?-? ?            | Francesco ?-?                      | Francesco ?-?          | Cristoforo *1575 †1630 Lucrezia Bonacina | Cristoforo *1575 †1630 Lucrezia Bonacina |                              |                              | Cecilia *1571 †? Rodomonte Birago                  | Cecilia *1571 †? Rodomonte Birago                  | Alessandro *1574 †1623 Claudia Avvocati           | Alessandro *1574 †1623 Claudia Avvocati           | Giovanni Andrea *1561 †1631 Caterina Casati                     | Giovanni Andrea *1561 †1631 Caterina Casati                     | Giovanni Angelo *1571 †1626 Ippolita Arrigoni            | Giovanni Angelo *1571 †1626 Ippolita Arrigoni                                                                      | Luigi *1576 †? | Luigi *1576 †? | Felicia ?-?                                                 | Felicia ?-?                                                 | Silvia ?-?                                  | Silvia ?-?                                  | Teodora ?-?       | Teodora ?-?       |
|                                                         |                                                         |                                                                     |                                                                     |                                                                         | | |                                                                                 |                                                                                 | | |                                                                                |                                                                         |                                                          |                            |                                    |                                    |                        |                                          |                                          |                              |                              |                                                    |                                                    |                                                   |                                                   |                                                                 |                                                                 |                                                          | | |                |                                                             |                                                             |                                             |                                             |                   |                   |
|                                                         |                                                         |                                                                     |                                                                     |                                                                         | | |                                                                                 |                                                                                 | | |                                                                                |                                                                         |                                                          |                            |                                    |                                    |                        |                                          |                                          |                              |                              |                                                    |                                                    |                                                   |                                                   |                                                                 |                                                                 |                                                          | | |                |                                                             |                                                             |                                             |                                             |                   |                   |
| Ramo di Gussola ·                                       | Ramo di Gussola ·                                       | Angela ?-? Dionisio Origo                                           | Angela ?-? Dionisio Origo                                           | Bianca Isabella ?-?                                                     | Bianca Isabella ?-? | Costanza *1604 †? | Costanza *1604 †?                                                               | Antonio *1606 †1630                                                             | Antonio *1606 †1630                                                                                | Paolo, I signore di Merone *1609 †1681 Francesca Aliprandi                                         | Paolo, I signore di Merone *1609 †1681 Francesca Aliprandi                     | Ottavia *1610 †? Giovanni Visconti, consignore di Crenna                | Ottavia *1610 †? Giovanni Visconti, consignore di Crenna | Emilia *1612 †?            | Emilia *1612 †?                    | Alessandro *1615 †1668             | Alessandro *1615 †1668 | Giovanni Pietro *1617 †1659              | Giovanni Pietro *1617 †1659              | Pietro Francesco *1624 †1651 | Pietro Francesco *1624 †1651 | Giulia ?-? Giovanni Andrea Carena                  | Giulia ?-? Giovanni Andrea Carena                  | Cornelia †1647 Giovanni Battista Varesi           | Cornelia †1647 Giovanni Battista Varesi           | Isabella *1597 †1631 Giacomo Antonio Annoni, I conte di Gussola | Isabella *1597 †1631 Giacomo Antonio Annoni, I conte di Gussola | Pietro Francesco *1591 †1623 Vittoria da Rho             | Pietro Francesco *1591 †1623 Vittoria da Rho                                                                       | |                |                                                             |                                                             |                                             |                                             |                   |                   |
|                                                         |                                                         |                                                                     |                                                                     |                                                                         | | |                                                                                 |                                                                                 | | |                                                                                |                                                                         |                                                          |                            |                                    |                                    |                        |                                          |                                          |                              |                              |                                                    |                                                    |                                                   |                                                   |                                                                 |                                                                 |                                                          | | |                |                                                             |                                                             |                                             |                                             |                   |                   |
|                                                         |                                                         |                                                                     |                                                                     |                                                                         | | |                                                                                 |                                                                                 | | |                                                                                |                                                                         |                                                          |                            |                                    |                                    |                        |                                          |                                          |                              |                              |                                                    |                                                    |                                                   |                                                   |                                                                 |                                                                 |                                                          | | |                |                                                             |                                                             |                                             |                                             |                   |                   |
|                                                         |                                                         |                                                                     |                                                                     |                                                                         | Cristoforo Maria *1632 †1669 Isabella Benzi                                                                             | Cristoforo Maria *1632 †1669 Isabella Benzi                                                                             | Antonio Pietro Tommaso *1634 †1680                                              | Antonio Pietro Tommaso *1634 †1680                                              | Isabella Margherita Francesca *1635 †? 1.Luigi Cittadini 2.Ottavio Castiglioni, conte di Oddolengo | Isabella Margherita Francesca *1635 †? 1.Luigi Cittadini 2.Ottavio Castiglioni, conte di Oddolengo | Carlo, I conte di Cerro *1637 †1712 Caterina Maria de Helguero Alvarado        | Carlo, I conte di Cerro *1637 †1712 Caterina Maria de Helguero Alvarado | Giovanni Battista *1639 †?                               | Giovanni Battista *1639 †? | Giacinto Federico Maria *1641 †?   | Giacinto Federico Maria *1641 †?   |                        |                                          |                                          |                              |                              |                                                    |                                                    |                                                   |                                                   |                                                                 | Cornelia */†1638                                                | Cornelia */†1638                                         | Ippolita *1622 †1685 Pirro II Visconti Borromeo, III conte di Brebbia                                              | Ippolita *1622 †1685 Pirro II Visconti Borromeo, III conte di Brebbia                                              |                |                                                             |                                                             |                                             |                                             |                   |                   |
|                                                         |                                                         |                                                                     |                                                                     |                                                                         | | |                                                                                 |                                                                                 | | |                                                                                |                                                                         |                                                          |                            |                                    |                                    |                        |                                          |                                          |                              |                              |                                                    |                                                    |                                                   |                                                   |                                                                 |                                                                 |                                                          | | |                |                                                             |                                                             |                                             |                                             |                   |                   |
|                                                         |                                                         |                                                                     |                                                                     |                                                                         | | |                                                                                 |                                                                                 | | |                                                                                |                                                                         |                                                          |                            |                                    |                                    |                        |                                          |                                          |                              |                              |                                                    |                                                    |                                                   |                                                   |                                                                 |                                                                 |                                                          | | |                |                                                             |                                                             |                                             |                                             |                   |                   |
|                                                         |                                                         |                                                                     |                                                                     |                                                                         | | |                                                                                 |                                                                                 | | | Giovanni Pietro *1674 †1707 Teopista Mosca                                     |                                                                         |                                                          |                            |                                    |                                    |                        |                                          |                                          |                              |                              |                                                    |                                                    |                                                   |                                                   |                                                                 |                                                                 |                                                          | | |                |                                                             |                                                             |                                             |                                             |                   |                   |
|                                                         |                                                         |                                                                     |                                                                     |                                                                         | | |                                                                                 |                                                                                 | | |                                                                                |                                                                         |                                                          |                            |                                    |                                    |                        |                                          |                                          |                              |                              |                                                    |                                                    |                                                   |                                                   |                                                                 |                                                                 |                                                          | | |                |                                                             |                                                             |                                             |                                             |                   |                   |
|                                                         |                                                         |                                                                     |                                                                     |                                                                         | | |                                                                                 |                                                                                 | | |                                                                                |                                                                         |                                                          |                            |                                    |                                    |                        |                                          |                                          |                              |                              |                                                    |                                                    |                                                   |                                                   |                                                                 |                                                                 |                                                          | | |                |                                                             |                                                             |                                             |                                             |                   |                   |
|                                                         |                                                         |                                                                     |                                                                     |                                                                         | | |                                                                                 |                                                                                 | | Carlo Giuseppe, II conte di Cerro *1696 †1778 Maria Anna Visconti di Fontaneto                     | Carlo Giuseppe, II conte di Cerro *1696 †1778 Maria Anna Visconti di Fontaneto | Giovanni Francesco *1706 †1793                                          | Giovanni Francesco *1706 †1793                           |                            |                                    |                                    |                        |                                          |                                          |                              |                              |                                                    |                                                    |                                                   |                                                   |                                                                 |                                                                 |                                                          | | |                |                                                             |                                                             |                                             |                                             |                   |                   |
|                                                         |                                                         |                                                                     |                                                                     |                                                                         | | |                                                                                 |                                                                                 | | |                                                                                |                                                                         |                                                          |                            |                                    |                                    |                        |                                          |                                          |                              |                              |                                                    |                                                    |                                                   |                                                   |                                                                 |                                                                 |                                                          | | |                |                                                             |                                                             |                                             |                                             |                   |                   |
|                                                         |                                                         |                                                                     |                                                                     |                                                                         | | |                                                                                 |                                                                                 | | |                                                                                |                                                                         |                                                          |                            |                                    |                                    |                        |                                          |                                          |                              |                              |                                                    |                                                    |                                                   |                                                   |                                                                 |                                                                 |                                                          | | |                |                                                             |                                                             |                                             |                                             |                   |                   |
|                                                         |                                                         |                                                                     |                                                                     |                                                                         | Giovanni Pietro, III conte di Cerro *1731 †1796 1.Maria Rosa Aliprandi Carena 2.Giulia Pallavicini 3.Teresa Castiglioni | Giovanni Pietro, III conte di Cerro *1731 †1796 1.Maria Rosa Aliprandi Carena 2.Giulia Pallavicini 3.Teresa Castiglioni | Ippolita *1733 †1807 Angelo Maria Meraviglia Mantegazza, II marchese di Liscate | Ippolita *1733 †1807 Angelo Maria Meraviglia Mantegazza, II marchese di Liscate | Giuseppe *1735 †1780                                                                               | Giuseppe *1735 †1780                                                                               | Teopista *1738 †1816 Agostino Cavalcabò, III marchese di Viadana               | Teopista *1738 †1816 Agostino Cavalcabò, III marchese di Viadana        | Ermenegilda †1808                                        | Ermenegilda †1808          | Teresa *1743 †1793                 | Teresa *1743 †1793                 |                        |                                          |                                          |                              |                              |                                                    |                                                    |                                                   |                                                   |                                                                 |                                                                 |                                                          | | |                |                                                             |                                                             |                                             |                                             |                   |                   |
|                                                         |                                                         |                                                                     |                                                                     |                                                                         | | |                                                                                 |                                                                                 | | |                                                                                |                                                                         |                                                          |                            |                                    |                                    |                        |                                          |                                          |                              |                              |                                                    |                                                    |                                                   |                                                   |                                                                 |                                                                 |                                                          | | |                |                                                             |                                                             |                                             |                                             |                   |                   |
|                                                         |                                                         |                                                                     |                                                                     |                                                                         | | |                                                                                 |                                                                                 | | |                                                                                |                                                                         |                                                          |                            |                                    |                                    |                        |                                          |                                          |                              |                              |                                                    |                                                    |                                                   |                                                   |                                                                 |                                                                 |                                                          | | |                |                                                             |                                                             |                                             |                                             |                   |                   |
|                                                         |                                                         | 2.Maria Anna *1762 †1828 Rodolfo Rasini, V principe di San Maurizio | 2.Maria Anna *1762 †1828 Rodolfo Rasini, V principe di San Maurizio | 2.Carolina *1769 †1792 Gerolamo Giuseppe Barbò, II conte di Casalmorano | 2.Carolina *1769 †1792 Gerolamo Giuseppe Barbò, II conte di Casalmorano                                                 | 2.Alessandro, IV conte di Cerro *1770 †1825 Leopoldina Cicogna Mozzoni                                                  | 2.Alessandro, IV conte di Cerro *1770 †1825 Leopoldina Cicogna Mozzoni          | 3.Ippolita *1787 †1847 1.Ferdinando Vitali 2.Giacomo Gianella                   | 3.Ippolita *1787 †1847 1.Ferdinando Vitali 2.Giacomo Gianella                                      | |                                                                                |                                                                         |                                                          |                            |                                    |                                    |                        |                                          |                                          |                              |                              |                                                    |                                                    |                                                   |                                                   |                                                                 |                                                                 |                                                          | | |                |                                                             |                                                             |                                             |                                             |                   |                   |
|                                                         |                                                         |                                                                     |                                                                     |                                                                         | | |                                                                                 |                                                                                 | | |                                                                                |                                                                         |                                                          |                            |                                    |                                    |                        |                                          |                                          |                              |                              |                                                    |                                                    |                                                   |                                                   |                                                                 |                                                                 |                                                          | | |                |                                                             |                                                             |                                             |                                             |                   |                   |
|                                                         |                                                         |                                                                     |                                                                     |                                                                         | | |                                                                                 |                                                                                 | | |                                                                                |                                                                         |                                                          |                            |                                    |                                    |                        |                                          |                                          |                              |                              |                                                    |                                                    |                                                   |                                                   |                                                                 |                                                                 |                                                          | | |                |                                                             |                                                             |                                             |                                             |                   |                   |
|                                                         |                                                         |                                                                     |                                                                     |                                                                         | | Francesco, V conte di Cerro *1804 †1872 Chiara Severino Longo *.? Cassia Ferri                                          |                                                                                 |                                                                                 | | |                                                                                |                                                                         |                                                          |                            |                                    |                                    |                        |                                          |                                          |                              |                              |                                                    |                                                    |                                                   |                                                   |                                                                 |                                                                 |                                                          | | |                |                                                             |                                                             |                                             |                                             |                   |                   |
|                                                         |                                                         |                                                                     |                                                                     |                                                                         | | |                                                                                 |                                                                                 | | |                                                                                |                                                                         |                                                          |                            |                                    |                                    |                        |                                          |                                          |                              |                              |                                                    |                                                    |                                                   |                                                   |                                                                 |                                                                 |                                                          | | |                |                                                             |                                                             |                                             |                                             |                   |                   |
|                                                         |                                                         |                                                                     |                                                                     |                                                                         | | |                                                                                 |                                                                                 | | |                                                                                |                                                                         |                                                          |                            |                                    |                                    |                        |                                          |                                          |                              |                              |                                                    |                                                    |                                                   |                                                   |                                                                 |                                                                 |                                                          | | |                |                                                             |                                                             |                                             |                                             |                   |                   |
|                                                         |                                                         |                                                                     |                                                                     |                                                                         | | *Aldo, VI conte di Cerro *1831 †1900 Casata estinta                                                                     |                                                                                 |                                                                                 | | |                                                                                |                                                                         |                                                          |                            |                                    |                                    |                        |                                          |                                          |                              |                              |                                                    |                                                    |                                                   |                                                   |                                                                 |                                                                 |                                                          | | |                |                                                             |                                                             |                                             |                                             |                   |                   |

## Conti di Cerro Pieve San Giuliano
- Carlo Annoni, I conte di Cerro Pieve San Giuliano
- Carlo Annoni, II conte di Cerro Pieve San Giuliano
- Giovanni Pietro, III conte di Cerro Pieve San Giuliano
- Alessandro Annoni, IV conte di Cerro Pieve San Giuliano
- Francesco Annoni, V conte di Cerro Pieve San Giuliano
- Aldo Annoni, VI conte di Cerro Pieve San Giuliano